# 李之藻
李 之藻（り しそう、拼音: Lǐ Zhīzǎo、1571年10月13日（隆慶5年9月25日） - 1630年11月1日（崇禎3年9月27日））は、中国明末の学者・官僚・キリスト教徒。徐光啓らと同様にイエズス会士と交流して西洋の学問を中国に紹介した。特に叢書『天学初函』の編者として知られる。
洗礼名（およびイエズス会士からの呼び名）はレオ（羅: Leo）またはレオン（西: León、葡: Leão）。字は我存・振之。号は洗礼名にちなむ涼庵など。

## 生涯・人物
浙江省杭州府仁和県の人。1598年に進士となり南京六部の工部に勤めた。1604年、大運河の工事を監督したが、誹謗によって左遷されたのを機に帰郷した。1612年、南京太僕寺少卿となった。1621年から1623年の間、光禄寺少卿となり、後金軍への防備のため北京で西洋式大砲の製造に携わった。
学者として多くのイエズス会士と交流し、とくにマテオ・リッチが1610年5月に没するまでの約10年間を共に過ごした。1602年には、リッチが作成した『坤輿万国全図』を公刊して世に広めた。リッチによれば、李之藻は宴会や棋戯に耽る軽薄な人間だったという。しかし1610年初頭、北京で重病に倒れた際、リッチに看病されて深く感動し、同年洗礼を受けた。なお、それまで洗礼を受けなかった一因に妾の存在があったが、これをどう解決したかは不明である。
晩年は、徐光啓が主宰する『崇禎暦書』の編纂に参加したが、完成前に没した。

## 主な作品
『天学初函』
1628年（崇禎元年）刊。イエズス会関係の文献21作品を収めた叢書。「理編」と「器編」の二部構成からなり、「理編」はキリスト教関係書のほか形而上学書や世界地誌を、「器編」は科学書を収める。例えば「理編」では、下記『読景教碑書後』や、マテオ・リッチ『交友論』『畸人十篇』『天主実義』、ジュリオ・アレーニ『西学凡』『職方外紀』、ディエゴ・デ・パントーハ『七克』、フランチェスコ・サンビアシ『霊言蠡勺』などを収める。「器編」では、下記『同文算指』や『渾蓋通憲図説』、マテオ・リッチと徐光啓『幾何原本』、サバティーノ・デ・ウルシス『表度説』『泰西水法』などを収める。『四庫提要』所載。
『同文算指』
クラヴィウスの算術書『実用算術概論』(羅: Epitome Arithmeticae Practicae) の内容を、マテオ・リッチが口授し李之藻が筆受したもの。徐光啓序。『四庫提要』所載。
『圜容較義』
西洋の幾何学をマテオ・リッチが口授し李之藻が筆受したもの。『四庫提要』所載。
『渾蓋通憲図説』
クラヴィウスの天文学書『アストロラビウム』(羅: Astrorabium) などをもとに、おそらくマテオ・リッチが口授し李之藻が筆受したもの。アストロラーベの製法と使用法が記されている。『四庫提要』所載。
『名理探』
コインブラ大学刊行のアリストテレス論理学諸書（オルガノン）の注解書を、フランシスコ・フルタドと共同で抄訳したもの。
『寰有詮』
コインブラ大学刊行のアリストテレス『天体論』の注解書を、フランシスコ・フルタドと共同で抄訳したもの。『四庫提要』所載。
『経天該』
西洋の星座カタログの漢訳。
『読景教碑書後』
1620年代に発掘された「大秦景教流行中国碑」について。
『景教碑鈔本』
「大秦景教流行中国碑」の碑文の筆写。
『頖宮礼楽疏』
礼楽の書。『大明会典』を補うものとして書かれた。『四庫提要』所載。

### 受容
『渾蓋通憲図説』は、燕行使により李氏朝鮮にも伝えられた。
『頖宮礼楽疏』は、江戸時代の日本に輸入され、荻生徂徠らに読まれた。
『天学初函』は、江戸時代初期・寛永年間に輸入されたが、禁書に認定された。江戸時代後期・明和年間に誤って再輸入されると、書物改役の向井兼美（向井元升の末裔）が解題の『天学初函大意書』を著した。また禁書ながら蓬左文庫に一部所蔵されている。

## 関連文献

### 日本語
- 浅見雅一『概説 キリシタン史』慶應義塾大学出版会、2016年。ISBN 9784766423297。
- 安大玉『明末西洋科学東伝史: 『天学初函』器編の研究』知泉書館 、2007年。ISBN 978-4862850157（原著は東京大学博士論文、2006年[21]）
- 安大玉「アストロラーブの東伝と朝鮮の簡平渾蓋日晷　18世紀朝鮮における西学受容の一つの成果とその限界」『前近代における東アジア三国の文化交流と表象―朝鮮通信使と燕行使を中心に―』第29号、国際日本文化研究センター、2011年。doi:10.15055/00002635。
- 岡本さえ『イエズス会と中国知識人 世界史リブレット』山川出版社、2008年。ISBN 9784634349476。
- 桑原隲蔵『大秦景教流行中國碑に就いて』：旧字旧仮名 - 青空文庫（『桑原隲藏全集』第一巻、1938年）
- 曽我昇平「クリストファー・クラヴィウス研究－イエズス会の『学事規定』と教科書の史的分析－」愛知学院大学博士論文、2014年。NAID 500001435880
- 趙建海「李之藻の科学思想と中西の数理天文学」東京大学博士論文、2004年。
- 新居洋子『イエズス会士と普遍の帝国 在華宣教師による文明の翻訳』名古屋大学出版会、2017年。ISBN 9784815808891。
- 橋本敬造「『崇禎暦書』の成立と「科学革命」」『関西大学社会学部紀要』第12号、1981年。 NAID 120007000093。
- 橋本敬造「李之藻・傅汎際同譯『寰有詮』序説」『関西大学東西学術研究所紀要』第38号、2005年。 NAID 110004709755。
- 深澤助雄「「名理探」の訳業について」『中国 : 社会と文化』第1巻、1986年。NDLJP:4424481/12

### 日本語以外
- 鄭誠 輯校《李之藻集》，中華書局，2018年，ISBN 9787101126808
- 方豪（中国語版）《李之藻研究》，臺灣商務印書館，1966年
- 龔纓晏、馬琼 (2008), “関于李之藻生平事迹的新史料”, 浙江大学学報（人文社会科学版）, doi:10.3785/j.issn.1008-942X.2008.03.011
- 徐光台 "西学对科举的冲激与回响——以李之藻主持福建乡试为例"，2013年
- Wardy, Robert (2000), Aristotle in China: Language, Categories and Translation, Cambridge University Press, ISBN 978-0521771184